# Taquicardia paroxística supraventricular
Taquicardia paroxística supraventricular (TPSV) é um tipo de taquicardia supraventricular. Em muitos casos as pessoas não manifestam sintomas. Nos casos em que se manifestam, os sintomas mais comuns são palpitações, sensação de desmaio, suores, falta de ar e dor no peito. Os episódios são de início e fim súbitos.
Desconhecem-se as causas da doença. Entre os fatores de risco estão o consumo de bebidas alcoólicas, cafeína e nicotina, o stresse psicológico e a síndrome de Wolff-Parkinson-White, a qual é geralmente herdada de um dos progenitores. O mecanismo subjacente geralmente envolve a presença de uma via acessória no coração que causa reentrada dos impulsos elétricos. O diagnóstico é geralmente confirmado com um eletrocardiograma, em que se observa complexo QRS  estreito e um ritmo cardíaco acelerado, geralmente entre 150 e 240 batimentos por minuto. A realização de uma ecografia ao coração permite despistar outros problemas cardíacos.
No tratamento inicial são frequentemente usadas manobras vagais como a manobra de Valsalva. Quando a manobra não é eficaz e a  pressão arterial da pessoa é normal pode ser administrada adenosina. Quando a adenosina não é eficaz podem ser tentados bloqueadores dos canais de cálcio ou betabloqueadores. Nos restantes casos, o tratamento consiste em cardioversão sincronizada. A ocorrência de novos episódios pode ser prevenida com ablação por cateter.
A taquicardia paroxística supraventricular afeta cerca de 2,3 em cada 1000 pessoas. Os problemas geralmente têm início entre os 12 e os 45 anos de idade. A condição é mais comum entre mulheres do que entre homens. Em pessoas sem outros problemas cardíacos, o prognóstico é geralmente favorável.